# Оранжерея Версаля
48°48′08″ пн. ш. 2°07′06″ сх. д. / 48.8022° пн. ш. 2.11833° сх. д.
Оранжерея Версаля (фр. L′Orangerie du Château de Versailles) в сучасному вигляді була побудована за проектом архітектора Жюля Ардуен-Мансара у 1684–1686 роках. Її звели на місці попередньої Королівської оранжереї, яка була побудована архітектором Луї Лево в 1663 році і через певний час стала замалою для ботанічної колекції короля. Версальська оранжерея є свідченням того, що в грандіозних садах Європи споруджувалися масштабні допоміжні об'єкти, призначені не тільки для захисту ніжних рослин, але й для того, щоб справляти глибоке враження на відвідувачів. Взимку у Версальській оранжереї укривають більше 1200 дерев у діжках. Більшість цих дерев — цитрусові. В період з травня по жовтень їх виставляють в партері перед оранжереєю.

## Поява цитрусових

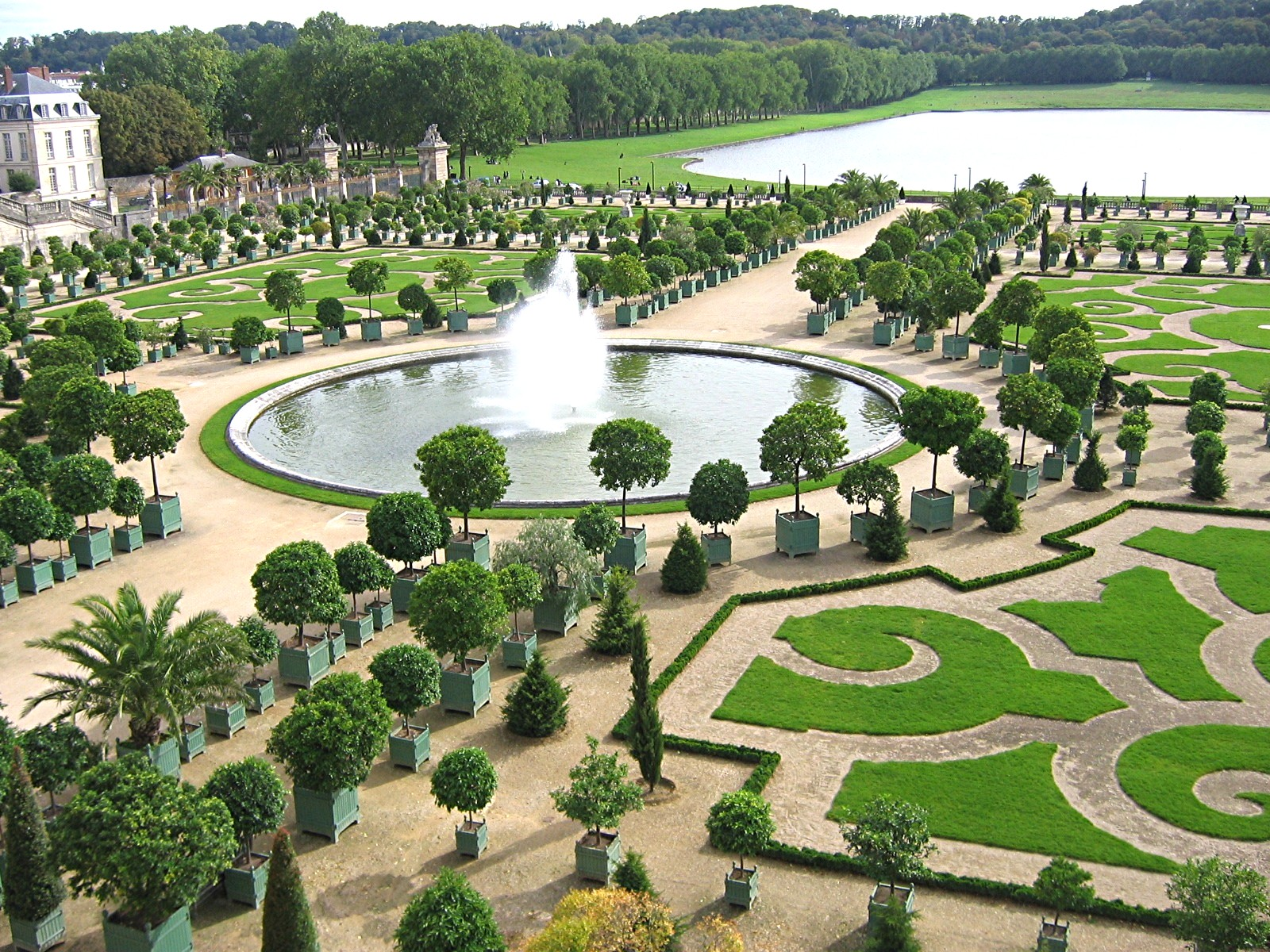
Кадки з цитрусовими у Версальському парку.

Солодкі цитрусові (померанець) з'явились в Європі у XV–XVI століттях. Спершу вони були дуже дорогим продуктом харчування. У середньовічних куховарських книгах в точності говорилося скільки часточок цитрини належало подавати високим гостям. Згодом цитрусові увійшли в моду серед знаті і багатих торговців. У XVI столітті солодкі цитрусові поширились Європою і стали предметом торгівлі.
У Франції перша оренжерея була побудована за короля Карла VIII в замку Амбуаз. Вважається, що надходження солодких цитрусових до Європи в XV столітті відбувалося через Португалію завдяки навколосвітнім подорожам мореплавця Васко да Гами. Незважаючи на те, що древнім римлянам були знайомі лимони, а також померанець і цитрони, інші види цитрусових — гіркі апельсини, лимони і солодкі апельсини прийшли до Європи через багато сторіч. Французькі садівники, використовуючи прийоми затримки води і поживних речовин, а також особливі методи прищеплення пагонів, домоглися цілорічного цвітіння цитрусових дерев на величезну радість Людовика XIV. Цитрусові мотиви протягом тривалого часу отримали широке поширення в скульптурах, мозаїках, мереживних партерах, ткацтві, живописі, поезії і піснях, а цитрусові квіти вважалися цінними флористичними прикрасами на весільних церемоніях.

## Розташування в парку
Оранжерея Версаля розташовується під партером, відомим як Південний партер. Центральний прохід оранжереї становить 156 метрів в довжину і 21 метр в ширину, а його фасад звернений на південь. Склепінчаста стеля оранжереї досягає висоти 13 метрів і є чудовим зразком споруди зі склепінчастою конструкцією без використання цементного будівельного розчину. З півдня до оранжереї примикає Нижній партер, який зі свого південного боку огороджений від Сен-Сір-л'Еколь. Також за балюстрадою знаходиться Швейцарський басейн.

## Опис
Центральний прохід оранжереї обрамлений з двох кінців бічними галереями, які зверху накриті «Сходами ста сходинок». Внутрішнє приміщення освітлюється через великі аркові вікна, які по колу виходять до Нижнього партеру.
В центрі головного проходу оранжереї встановлена статуя Людовика XIV, створена в 1683 році Мартеном Дежарденом. Ця мармурова статуя була замовлена скульптору Маршалом Франції Ла Фейядом для декорування Площі Перемог в Парижі. Проте у 1686 році статую викупив Жюль Ардуен-Мансар, а Ла Фейяд доручив Дежардену створити іншу статую, цього разу відлиту в бронзі. У підсумку на площі встановили бронзову статую, а мармурову подарували королю. Згодом, бронзова копія була переплавлена на артилерійські гармати революціонерами в 1792 році.
Всередині оранжереї тепер знаходиться басейн, висічений з мармуру Рансе в 1674 році на замовлення Людовика XIV. Цей восьмикутний басейн має 3 метри в ширину і більше 1 метра в глибину. Ймовірно, спершу його використовували для обмивання ніг короля після повернення з полювання. Його було неможливо використовувати для купання, оскільки підігріти такий обсяг води в мармурі неможливо. Довгий час цей басейн знаходився на першому поверсі Версальського палацу, в тій його частині де був Банний Кабінет, а згодом, при Людовику XV, розміщувалися дочки Короля. Від Банного Кабінету не вціліло нічого крім цього басейну. Пізніше, в XIX столітті басейн був проданий, згодом його виявили в одному з житлових будинків комуни Ней, а потім в Рожевому палаці в Ле Везіні. І нарешті, в 1934 році цей басейн для Версаля викупили і розмістили в оранжереї, єдиному місці палацу, здатному вмістити такий монолітний басейн.
За часів монархії в оранжереї взимку переховували 3000 рослин, висаджених у діжки, головним чином цитрусових фруктових дерев. У період з травня по жовтень цитрусові та інші дерева виставляють в Нижньому партері.

Панорама оранжереї з партером (динамічний вид).

## Цікаві факти
- Оранжерея Версаля, крім захисту рослин від холоду, певний час слугувала тимчасовим притулком для аматорського театру Марії-Антуанетти. У стінах оранжереї в 1778 році була влаштована прем'єра театральної вистави, поки її Театр в Тріаноні ще не був побудований.[6]
- Оранжерея також була свідком жахливих подій. Під час подій Паризької комуни в 1871 році її перетворили на в'язницю. Однак з початком осені знадобилося місце для цитрусових дерев. Безліч ув'язнених стратили щоб звільнити оранжерею[6].